# Bhadra Ranchod
Bhadra Galu Ranchod (né en 1944 à Port Elizabeth en Afrique du Sud) est un avocat, un professeur de droit, un diplomate et un homme politique, qui fut le premier ambassadeur d'Afrique du Sud issu de la communauté indienne (1987-1992).
Membre de la chambre des délégués du parlement tricaméral et ministre du tourisme dans le gouvernement de Klerk (1993-1994), il fut ensuite député du KwaZulu-Natal pour le parti national (1994-1996) puis haut-commissaire d'Afrique du Sud en Australie, Nouvelle-Zélande et dans les îles du Pacifique Sud (1996-2000).

## Biographie

### Études
Bhadra Ranchod est né à Port Elizabeth (province du Cap) et est diplômé de l'université du Cap (1967), de l'université de Leyde (master en droit obtenu en 1969 et doctorat obtenu en 1972). Sa thèse était consacrée aux fondements du droit sud-africain de la diffamation.

### Carrière professionnelle
De retour en Afrique du Sud en 1972, il devient avocat devant la cour suprême du Cap et professeur à l'université de Durban-Westville (1972–1986), une institution académique pour les indiens et asiatiques.  
Élu président de l'Association du personnel de l'Université, il est nommé en janvier 1974, alors qu'il n'a que 29 ans, comme professeur et chef du Département de droit privé, un poste qu'il occupe jusqu'en 1986. 
Il écrit de nombreux articles sur les droits de l'homme et produit de nombreuses analyses sur le sujet dans les revues juridiques ou dans la presse. Dès 1975, il préconise la nécessité de promulguer une Déclaration des droits en Afrique du Sud et participe par la suite aux différentes propositions de réformes constitutionnelles à une époque où la politique d'apartheid est remise en question au sein des instances dirigeantes du pays.
Doyen de la Faculté de Droit, assesseur dans les procès criminels devant la Cour suprême du Natal, Vice President de la Société des professeurs de droit d'université, membre du comité de rédaction de "Die Tydskrif vir Hedendaagse Romeins Hollandse reg", une revue juridique de premier plan, il consacre aussi une grande partie de ses activités à l'amélioration de la qualité de vie des personnes défavorisées. 
Membre du Natal Town and Regional Planning Commission (1978-1986), il s'instruit notamment sur les questions relatives au développement, au logement, à l'environnement et au tourisme.
En 1980 et 1981, il est chercheur invité à l'école de droit de l'université Columbia à New York. Il participe alors à des conférences à Harvard et Princeton mais aussi en Angleterre. Il y expose ses connaissances et analyses sur les questions sociales et économiques ainsi que sur les défis auxquels sont confrontés l'Afrique du Sud et les pays occidentaux. 
Défenseur de l'égalité entre les sexes, il siège dans les instances dirigeantes de l'Association de planification familiale d'Afrique du Sud et en préside le Comité juridique. Il travaille parallèlement avec l'institut national pour la réadaptation des délinquants tout en étant membre du conseil d'administration de la SABC (la radio-télévision d'état). 
De 1981 à 1984, il est également chercheur en sciences humaines au sein du Conseil de recherches sur les relations raciales. Présidant le Comité juridique, il publie la revue Droit et Justice, qui fournira un schéma directeur pour l'abrogation des lois discriminatoires. 

### Carrière diplomatique et politique
En 1986, le président Pieter Botha le nomme ambassadeur d'Afrique du Sud auprès de l'Union européenne, à Bruxelles, dans un contexte très difficile pour l'Afrique du Sud, de plus en plus isolée au niveau international en raison de ses politiques d'apartheid. 
De retour en Afrique du Sud à la mi-1992, il s'implique dans le processus de négociations constitutionnelles initiées par le président Frederik de Klerk. En 1993, ce dernier le fait entrer au gouvernement en tant que ministre du tourisme. À ce poste, il entreprend de déracialiser l'industrie touristique et de favoriser le tourisme local notamment pour les plus défavorisés. il négocie notamment au niveau international l'adhésion de l'Afrique du Sud à l'Organisation mondiale du tourisme. De février 1993 à mars 1994, il préside également la chambre des délégués, la chambre indienne au sein du parlement tricaméral d'Afrique du Sud. 
Lors des premières élections nationales multiraciales d'avril 1994, Ranchod est candidat sur la liste du parti national pour le KwaZulu-Natal. Il est élu au Parlement au sein de l'Assemblée nationale. Le 9 mai 1994, il est élu vice-président de l'Assemblée nationale par un vote unanime des députés. 
Durant son mandat, lors des négociations constitutionnelles, il siège aux deux comités clés du parlement sur la structure du gouvernement et sur celui du système électoral et des droits de l'homme. L'adoption de la Constitution et la promulgation d'une Déclaration des droits, qui doivent beaucoup à son travail, marquent le sommet de sa carrière politique. 
En juin 1996, le président Nelson Mandela nomme Ranchod en tant que haut-commissaire en Australie, Nouvelle-Zélande et les îles du Pacifique Sud. Il quitte définitivement le parlement sud-africain.
Durant son mandat à Canberra, il développe des relations étroites avec les gouvernements de l'Australie et de Nouvelle-Zélande et établit pour l'Afrique du Sud des relations diplomatiques avec les îles Fidji, Samoa, les Îles Salomon, les îles Cook et Vanuatu.

### Retour à la vie universitaire
En juillet 2000, il quitte l'Australie pour revenir en Afrique du Sud à la Faculté de droit de l'Université de Stellenbosch. Juriste et professeur éminent, il continue ses recherches et donne des conférences à travers le monde, particulièrement au Royaume-Uni, en Australie et en Croatie. 
Membre fondateur de Child Rights International, un corps d'avocats chargés d'améliorer la situation des enfants, il a quitté l'Université de Stellenbosch le 31 mars 2005 pour être administrateur d'une société de droit britannique impliquée dans le transport maritime international. 

## Vie privée
Bhadra Ranchod est marié depuis février 1980 à Vibha Manilal Ranchod, descendante du Mahatma Gandhi. Ils ont deux filles nées en 1983 et 1984. 

## Sources